# 兵庫県道・京都府道709号中山綾部線
兵庫県道・京都府道709号中山綾部線（ひょうごけんどう・きょうとふどう709ごう なかやまあやべせん）は、兵庫県丹波市から京都府綾部市に至る一般県府道である。

## 概要
兵庫県丹波市春日町中山から京都府綾部市駅前通に至る。長宮峠、三春峠と2つの峠を越える府県道であるが、峠部分は離合困難な道が続く。長宮峠は通行止めが多く、近くを走る国道173号を利用したほうが無難。

### 路線データ
- 起点：兵庫県丹波市春日町中山（中山交差点、兵庫県道69号春日栗柄線交点）
- 終点：京都府綾部市駅前通（綾部駅前交差点、京都府道8号福知山綾部線交点）

## 路線状況

### 重複区間
- 国道9号（京都府福知山市三和町辻・辻交差点 - 福知山市三和町辻）
- 兵庫県道・京都府道59号市島和知線（京都府福知山市三和町下川合・下川合交差点 - 福知山市三和町岼・岼交差点）

### 道路施設

#### 橋梁
- 小倉橋（田野川、綾部市）

## 地理

### 通過する自治体
- 兵庫県
  - 丹波市
- 京都府
  - 福知山市
  - 綾部市

### 交差する道路
| 交差する道路                                  | 都道府県名 | 市町村名 | 交差する場所               | 交差する場所          |
| --------------------------------------------- | ---------- | -------- | -------------------------- | --------------------- |
| 兵庫県道69号春日栗柄線                        | 兵庫県     | 丹波市   | 春日町中山                 | 中山交差点 / 起点     |
| 国道9号 重複区間起点                          | 京都府     | 福知山市 | 三和町辻                   | 辻交差点              |
| 国道9号 重複区間終点                          | 京都府     | 福知山市 | 三和町辻                   |                       |
| 兵庫県道・京都府道59号市島和知線 重複区間起点 | 京都府     | 福知山市 | 三和町下川合（しもかわい） | 下川合交差点          |
| 兵庫県道・京都府道59号市島和知線 重複区間終点 | 京都府     | 福知山市 | 三和町岼（ゆり）           | 岼交差点              |
| 京都府道483号安場田野線                       | 京都府     | 綾部市   | 上野町                     |                       |
| 京都府道8号福知山綾部線                       | 京都府     | 綾部市   | 駅前通                     | 綾部駅前交差点 / 終点 |

### 沿線
- 大路郵便局
- 丹波市立大路小学校
- ITビル
- 興雲寺
- せんだん苑南保育園
- 綾部ひまわり共同保育園
- 綾部市立綾部幼稚園
- 綾部市立綾部小学校
- 独立行政法人農業・食品産業技術総合研究機構 近畿中国四国農業研究センター
- 若宮神社
- 長宮不動尊
- 川合保育園
- 新福寺
- 綾部市役所
- JR西日本山陰本線 綾部駅

### 峠
- 兵庫県
  - 三春峠（丹波市 - 京都府福知山市）
- 京都府
  - 長宮峠（福知山市 - 綾部市）